# Daedalian Opus
Daedalian Opus est un jeu vidéo développé par Vic Tokai, sorti en 1990 sur la console Game Boy. 

## Présentation
Le joueur doit résoudre une série de puzzle alors que son personnage parcours 42 îles. À chaque fois, le joueur doit assembler de 3 à 12 pièces, dont la forme rappelle les blocs utilisés dans le jeu Tetris ; la 42e épreuve consiste à assembler 13 pièces.
Le joueur peut accéder directement à un niveau en tapant un mot anglais de 4 lettres ; par exemple, king permet d'accéder au deuxième casse-tête et love permet d'accéder au douzième, etc.

## À noter
En 2006, une adaptation non officielle est programmée sur l'ordinateur 8-bit MSX  par les espagnols de Karoshi Corp. à l'occasion du concours MSXdev.